# Żejtun
Żejtun o Città Beland és un municipi del sud de Malta. Té una població d'11.410 habitants i una superfície de 5.4 km². Està situat a la zona oriental de l'illa. El Gran Mestre Ferdinand von Hompesch zu Bolheim va elevar la població a ciutat i aquesta va prendre el nom de la seva mare per tal de recordar-lo.
El nom Zejtun prové del mot àrab per designar oliva, de la mateixa menera que en castellà o portuguès.